# 하느님의 일곱 영

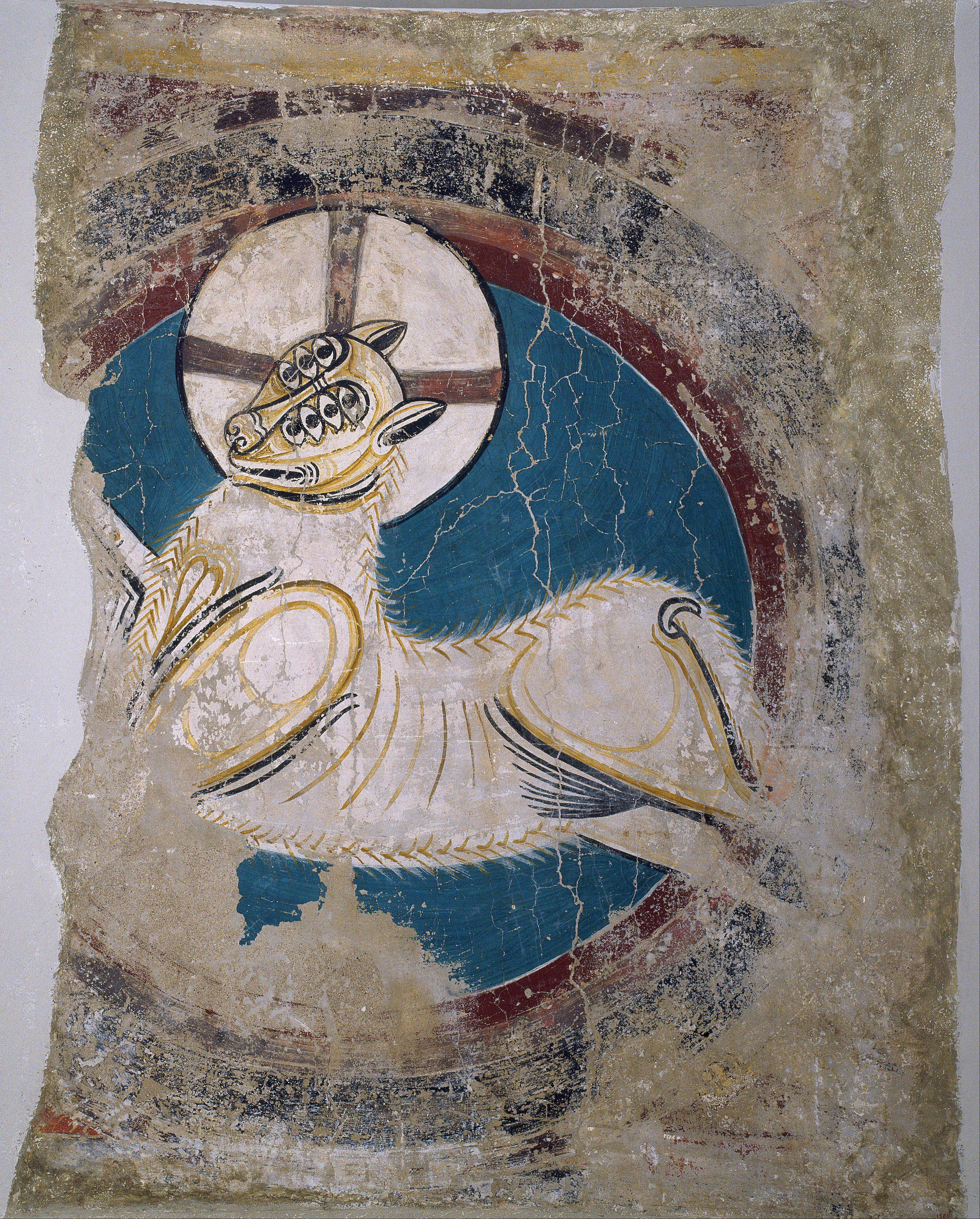
묵시록의 어린 양

하느님의 일곱 영(Seven Spirits of God)은 「요한 묵시록」에 네 차례 언급되는 용어다. 동서의 제5장 6절 「그 어린양은 뿔이 일곱이고 눈이 일곱이셨습니다. 그 일곱 눈은 온 땅에 파견된 하느님의 일곱 양이십니다.」라고 있다. 계속되어 12절에서는 「그들이 큰 소리로 말하였습니다. "살해된 어린양은 구너능과 부와 지혜와 힘과 영예와 영광과 찬미를 받기에 합당하십니다."」. 「요한의 묵시록」은 지상의 왕국의 멸망과 신의 나라의 도래를 나타내는 것이지만, 7개의 눈의 어린양은 그 중으로, 상기와 같은 신비적인 령능이 주어지는 것으로서 그려져 있다.
스페인의 타훌의 산 클레멘테 성당의 프레스코화(현재는 바르셀로나의 카타르니야 미술관 수장)의 도상이 유명하다. 코의 우측으로 세로에 3개, 좌측으로 세로에 4번째가 줄지어 있다.
이 도상으로부터 이미지 된 것으로서 현대 미술가 협회 (현전)의 마크나, 애니메이션 「신세기 에반게리온」의 비밀 조직 제이레의 마크 및 제2사도 리리스의 가면 등이 있다.

## 같이 보기
- 기독교 종말론
- 일곱 대천사